# Картель «тамплиеров»
Картель «тамплиеров» (исп. Caballeros templarios) — мексиканская преступная организация, созданная людьми, ранее входившими в Картель Ла Фамилиа. Образован в 2011 году.
После смерти лидера картеля Ла Фамилиа Насарио Морено Гонсалеса другие лидеры организации — Энрике Планкарте Солис и Сервандо Гомес Мартинес — сформировали из бывших участников Ла Фамилиа группировку под названием Caballeros Templarios («рыцари тамплиеры»).
Картель тамплиеров призывает своих сотрудников «бороться и умереть» за то, что они называют «социальной справедливостью». Картель действует в мексиканских штатах Мичоакан, Герреро, Морелос, Синалоа — там, где действовал теперь уже несуществующий картель Ла Фамилиа. Преступная группировка La Resistencia фактически является вооруженным отрядом Картеля тамплиеров.

Карта с обозначением сфер влияний мексиканских наркокартелей по состоянию на май 2010 года.
Тихуанский картель
Бельтран Лейва
Картель Синалоа
Картель Хуареса
Картель Ла Фамилиа
Картель Гольфо
Лос-Сетас
спорные территории

17 марта 2012 в штате Гуанахуато Картель тамплиеров поднял на мостах несколько баннеров, приветствующих Папу Римского Бенедикта XVI и выражающих обязательство не совершать тяжкие преступления во время визита Папы. Понтифик должен был посетить Гуанахуато 23 марта 2012 года. Баннеры были подняты в муниципалитетах Леона, Сан-Мигель-де-Альенде, Ирапуато, Саламанке, Юририа, Моролеона и Урьянгато. Другие баннеры были предположительно вывешены Картелем Нового поколения Халиско.
В 2013 году в провинции Мичоакан созданные местными жителями отряды самообороны выбили группировку «тамплиеров» из нескольких населённых пунктов, захватив у боевиков картеля несколько бронированных автомашин и стрелковое оружие. 23 июля 2013 около 20 человек погибло в перестрелках с полицией, а 27 октября «тамплиеры» вывели из строя 9 электростанций штата, обесточив 14 городов.
Фактически картель распался в 2017 году.